# Hitomi Sanae
Hitomi Sanae (人見 早苗, Sanae Hitomi, 23 de junho de 1982 (42 anos)) é uma dublê e atriz japonesa. Trabalhou em diversos seriados Tokusatsu como dublê:
Ela foi a primeira mulher que conseguiu trabalhar 3 anos seguidos após a Yuuki Ono. Ela pode ser vista também em Juuken Sentai Gekiranger, interpretando Lily, uma das três irmãs ladras no episódio 36.

## Trabalhos
- GekiYellow em Juuken Sentai Gekiranger
- Go-On Yellow em Engine Sentai Go-Onger
- ShinkenPink em Samurai Sentai Shinkenger

## Ligações Externas
- Blog da Sanae Hitomi